# Pièce britannique décimale de vingt-cinq pence
La pièce de vingt-cinq pence (25 pence) a été mise en circulation en février 1971. Toutes les pièces qui ont été émises sont commémoratives. La valeur faciale n'apparaît pas sur la pièce.

## Caractéristiques
Reprenant le format de la couronne (crown), la pièce possède un diamètre de 38,61 mm, un poids de 28,28 g et une épaisseur de 2,89 mm. La pièce est en cupronickel, soit approximativement : 75 % de cuivre et 25 % de nickel. Cette pièce a les mêmes caractéristiques que les anciennes pièces d'une couronne (1 crown) d'avant la décimalisation. Depuis 1990, des pièces de cinq livres commémoratives remplacent cette pièce en gardant les mêmes caractéristiques. Des pièces en argent ont été aussi émises mais pas mises en circulation.

## Les émissions
| Année | Commémoration                                                 | Graveurs (avers et revers)      | Quantité   |
| 1972  | Noces d'argent de la reine Élisabeth II et du duc d'Edimbourg | Arnold Machin                   | 7 452 000  |
| 1977  | Jubilé d'argent du règne de la reine Élisabeth II             | Arnold Machin                   | 37 061 000 |
| 1980  | 80e anniversaire de la Reine mère                             | Arnold Machin et Richard Guyatt | 9 478 000  |
| 1981  | Mariage entre le prince Charles et Diana Spencer              | Arnold Machin et Philip Nathan  | 27 360 000 |